# When You're in Love with a Beautiful Woman
"When You're in Love with a Beautiful Woman" is een nummer van de Amerikaanse rockband Dr. Hook uit 1979.
Het werd opgenomen in Muscle Shoals Sound Studio in Alabama tijdens de opnamesessies voor het album Pleasure and Pain van de band. Om mee te liften op de succesgolf van de disco in de tweede helft van de jaren 70, verruilde de band het softrockgeluid voor een discogeluid. Dit legde de groep geen windeieren, want het leverde een grote internationale hit op. In de UK Singles Chart en Ierse hitlijst werd de eerste plek behaald. In de Nederlandse Top 40 en de VRT Top 30 bleef het op de tweede plek steken. De zesde plek werd behaald in de Billboard Hot 100. Vanwege het succes van het nummer werd besloten het ook op te nemen op het studioalbum Sometimes You Win uit 1979.

## NPO Radio 2 Top 2000
| Nummer met noteringen in de NPO Radio 2 Top 2000 | '99  | '00 | '01  | '02  | '03  | '04  |
| ------------------------------------------------ | ---- | --- | ---- | ---- | ---- | ---- |
| When You're in Love with a Beautiful Woman       | 1714 | -   | 1524 | 1412 | 1298 | 1792 |

1. ↑  Een '-' betekent dat het nummer niet was genoteerd en een vetgedrukt getal geeft de hoogste notering aan.
2. ↑  Deze tabel is bijgewerkt tot en met de laatste editie (2024).